# Kostel svatého Alberta (Třinec)
Kostel svatého Alberta v Třinci je novogotický kostel z režného zdiva, který slouží jako farní kostel Římskokatolické farnosti Třinec. Je zasvěcen sv. Albertu Jeruzalémskému.
Byl vystavěn v letech 1882–1885 na náklady arciknížete Albrechta Fridricha Habsburského podle projektu kanceláře Stavebního úřadu knížecí komory Těšínské, vedoucím stavební správy komory Albínem Theodorem Prokopem. Kostel má půdorys kříže, u hlavního vchodu se nachází vysoká věž. U presbytáře na zadní straně je množství ozdobných věží a po celé délce se nachází nepravé podpůrné pilíře
Od roku 2010 je památkově chráněn spolu s dalšími budovami v kostelním areálu (fara s ohradní zdí, domek zvoníka s ohradní zdí a kůlnou a hospodářská budova), s nimiž vytváří osobitý komplex historizujícího charakteru. 

## Galerie

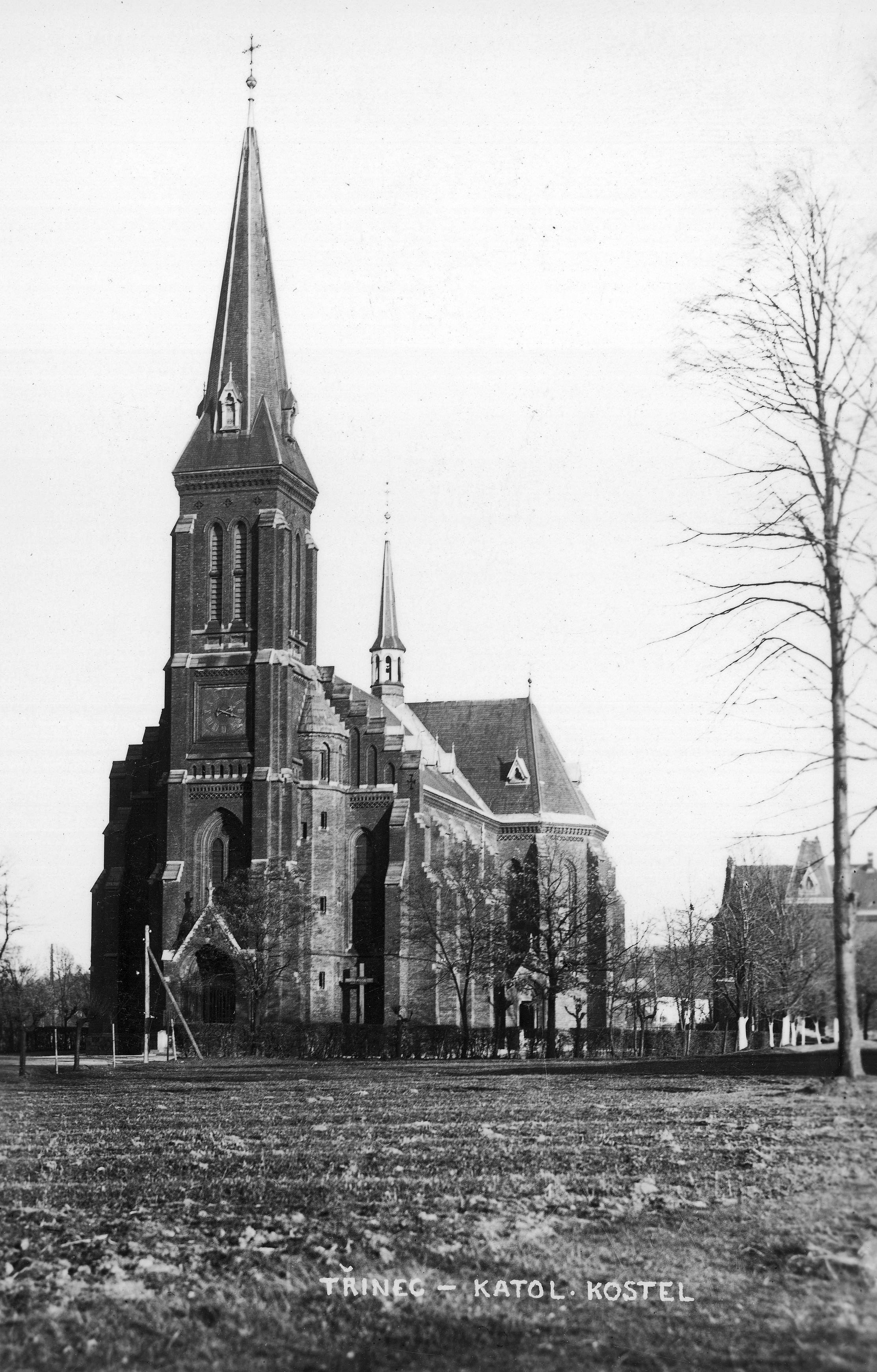
Kostel na fotografii z 1. poloviny 20. stol.
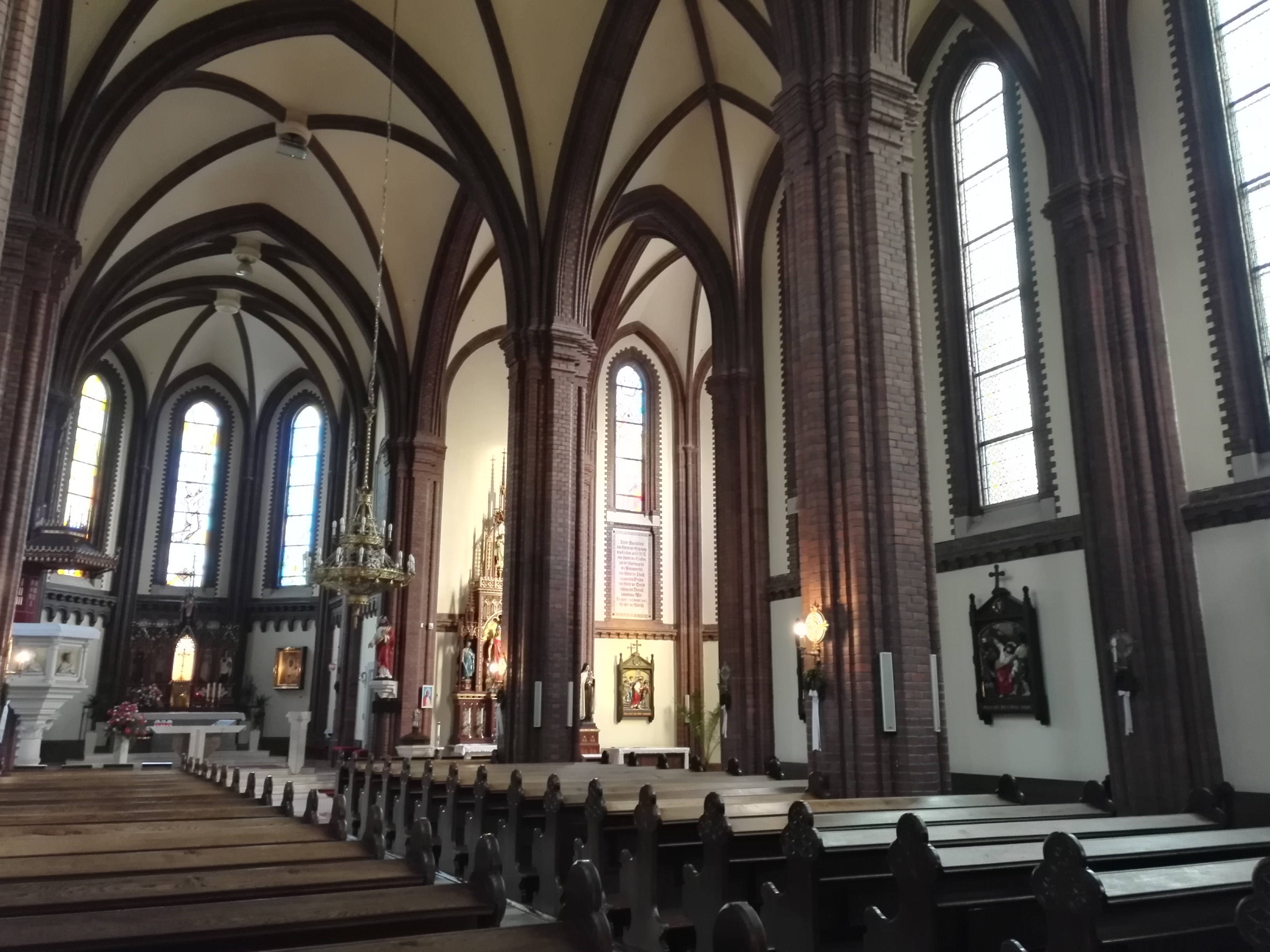
Interiér kostela
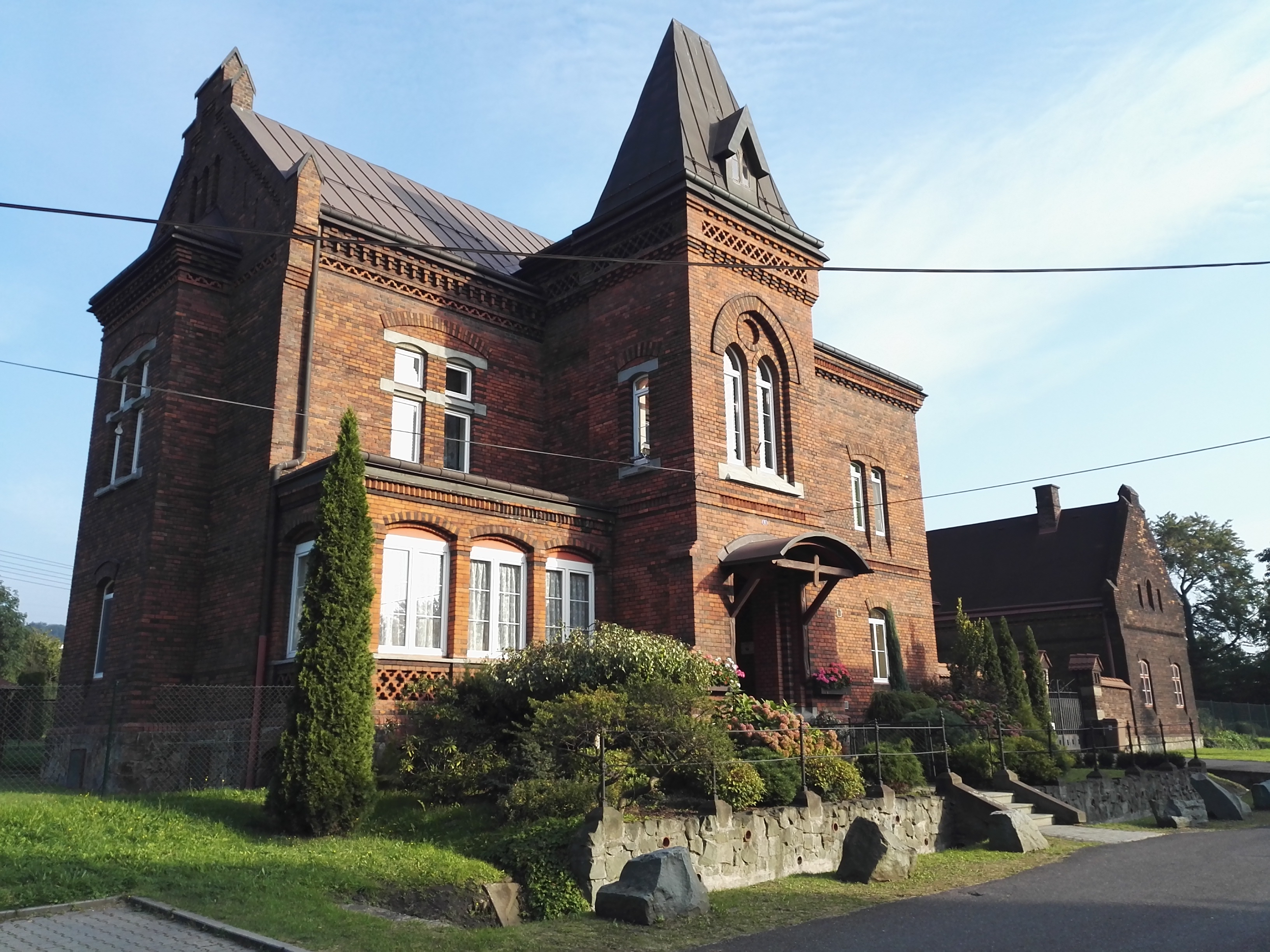
Fara v areálu kostela